# Savigniorrhipis acoreensis
Espèce
Savigniorrhipis acoreensis est une espèce d'araignées aranéomorphes de la famille des Linyphiidae.

## Distribution
Cette espèce est endémique des Açores au Portugal.

## Description
Les mâles mesurent de 1,60 à 1,75 mm et les femelles de 1,75 à 2,00 mm.

## Étymologie
Son nom d'espèce, composé de acore et du suffixe latin -ensis, « qui vit dans, qui habite », lui a été donné en référence au lieu de sa découverte, les Açores.

## Publication originale
- Wunderlich, 1992 : Die Spinnen-Fauna der Makaronesischen Inseln: Taxonomie, Ökologie, Biogeographie und Evolution. Beiträge zur Araneologie, vol. 1, p. 1-619.